# 데히왈라 동물원

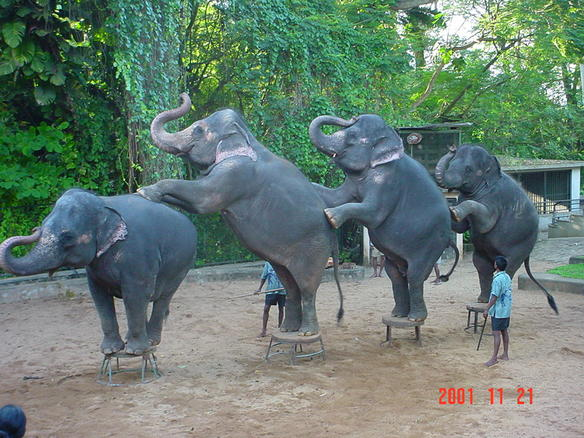
데히왈라 동물원

데히왈라 동물원(Dehiwala Zoo)은 스리랑카 데히왈라에 있는 동물원이다. 1936년에 설립된 스리랑카 최대의 동물원이며, 350종 3000여마리가 사육되고있다. 부지 내에는 수족관과 야행성 동물관도 병설되어있다. 정기적으로 코끼리 쇼도 진행되고있다.